# 진보 슬로바키아당

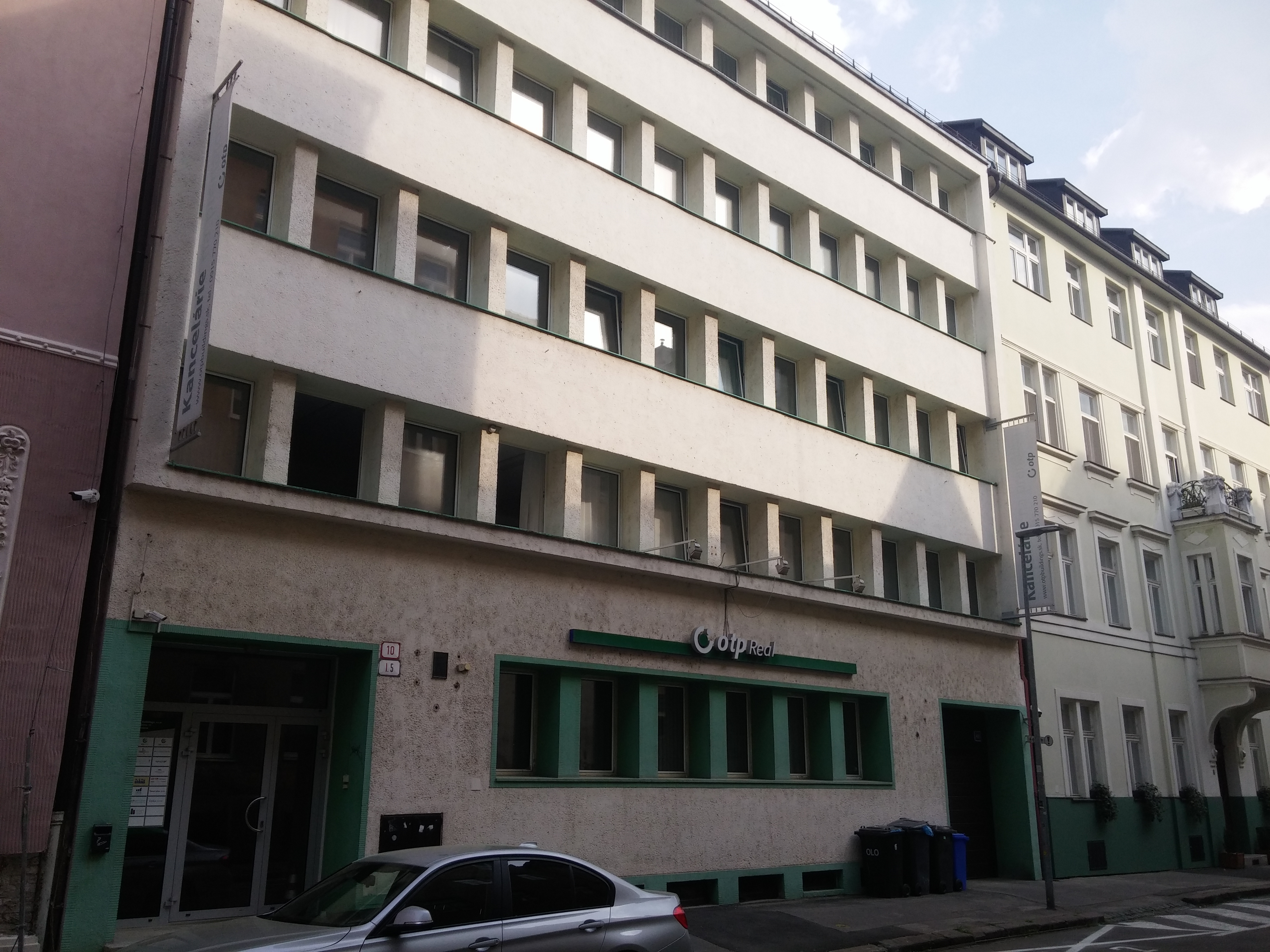

진보 슬로바키아당(슬로바키아어: Progresívne Slovensko)은 2017년에 창당된 슬로바키아의 사회자유주의, 진보주의, 친유럽주의 정당이다.현직 슬로바키아의 대통령으로 선출된 여성 대통령인 주자나 차푸토바가 소속된 정당이였으나 현재는 탈당하여 무소속이 되었다.

## 역사
진보 슬로바키아당은 2017년 11월 28일 13,500명의 서명을 받은 뒤 정식으로 내부무에 등록되었다. 2018년 1월 20일 창당 전당대회를 열었으며, 아이븐 스티펀코를 대표로 선출했다. 그는 "슬로바키아는 현대적이고 개방적인 유럽 국가를 지향하는 사람들의 나라"라며, 지극히 구식인 좌-우 구도 대신 중도적 자유주의를 지향 한다고 밝혔다. 하지만 2019년 대표직을 사임했는데, 공식적으로 밝혀진 바에 따르면 건강상의 이유였으나 실제로는 과거 사업 및 정치 활동 중의 논란으로 여론의 비판을 이기지 못하고 사임한 것으로 보인다. 이후 마이클 트루번 전 부대표가 새 대표로 선출되었으며, 그는 IT 전문가 및 반부패 운동가로 정부 구성의 전자화를 추구하고 있다.
2018년 당의 지원을 받은 마터스 밸로 후보가 브라티슬라바 시장으로 당선되면서 주목을 받기 시작했다. 2019년 자당 후보인 주자나 카푸토바가 대통령으로 당선되었으며, 외신들은 자유주의가 포퓰리즘을 이겼다고 보도했다. 마이클 로시 교수는 카푸토바가 정치적 비주류로서 그간의 부패와 두목주의에 질린 유권자들의 표심을 얻는 데 유리했다고 밝혔다. 카푸토바는 정부와 유착한 부동산업자가 유독성 폐기물 매립장을 건립하자 이에 반대하는 운동을 주도했으며, 이를 통해 전국적인 유명세를 얻으며 "슬로바키아의 에린 브로코비치"라는 별명을 얻었다. 대선 때는 부패, 인플레이션, 의료제도 이슈를 타겟으로 잡고, "악에 맞서자"를 슬로건으로 내세웠다. 또한 대부분의 국민들이 반대하는 이민 문제에 대해서도 침묵했으며, 국제이민협정을 반대하지도 않은 유일한 주요 후보였다.
2019년 유럽의회 선거에서도 20.1%를 득표하며 15.7%를 득표한 여당 사회민주당 및 12.1%를 득표한 네오나치 성향의 인민당 - 우리 슬로바키아를 누르고 승리했다. 2020년 총선을 앞두고 앤드리즈 키스카 대통령의 원외 신당 민중의당 및 기독교민주운동과의 협력에 합의했다.

## 같이 보기
- 슬로바키아의 정당